# Náiade (satélite)
Náiade é um pequeno satélite natural do planeta Neptuno cujo diâmetro irregular é de 96×60×52 km. Foi descoberto pela sonda Voyager 2 em setembro de 1989.
Náiade orbita perto de Neptuno. A pequena lua com forma de batata circula o planeta a cada sete horas e seis minutos em uma órbita decadente. Náiade pode eventualmente se chocar com a atmosfera de Neptuno ou ser dilacerada e formar uma anel planetário.
Náiade recebeu o nome de uma ninfa que presidia fontes, poços, nascentes e riachos na mitologia grega. Náiade foi originalmente designada S/1989 N 6.